# Howard McGhee

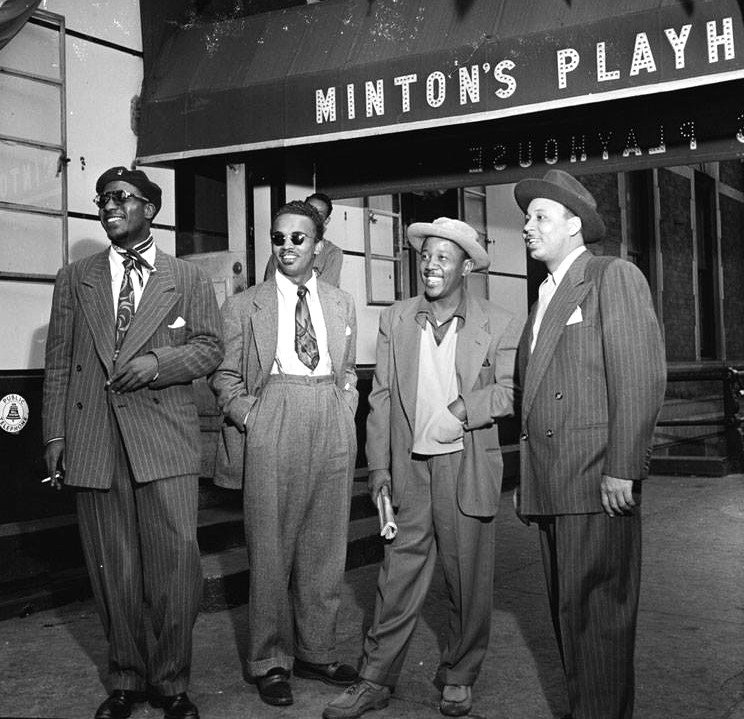
Przed klubem Minton’s Playhouse stoją: (od lewej) Thelonious Monk, Howard McGhee, Roy Eldridge i prowadzący lokal bandlider Teddy Hill, 1947

Howard McGhee, ps. „Maggie” (ur. 6 marca 1918 w Tulsie, zm. 17 lipca 1987 w Nowym Jorku) – afroamerykański muzyk jazzowy. Jeden z pierwszych amerykańskich trębaczy bebopowych i wirtuoz tego instrumentu.

Joachim-Ernst Berendt: Wszystkim trębaczom jazzu nowoczesnego patronuje Dizzy Gillespie. Czterej najwybitniejsi trębacze w latach czterdziestych to: Howard McGhee, Fats  Navarro, Kenny Dorham i Miles Davis..

## Życiorys
Przyszedł na świat w Oklahomie, ale rodzina przeniosła się do Detroit, kiedy był niemowlęciem. Początkowo grał na klarnecie i saksofonie. Po trąbkę sięgnął w wieku siedemnastu lat. Karierę rozpoczął występując w orkiestrach lokalnych. W okresie 1941–1942 grał w zespołach Lionela Hamptona i Andy’ego Kirka. W nowojorskich klubach Minton’s Playhouse i Clark Monroe's Uptown House uczestniczył w słynnych jam sessions, które dały początek nowemu stylowi w jazzie – bebopowi. Bardzo szybko stał się czołowym przedstawicielem tego nurtu, odchodząc od stylistyki gry Roya Eldridge’a i przyjmując nowatorskie rozwiązania Dizzy’ego Gillespiego. W niedługim czasie wypracował własne, oryginalne brzmienie.
W latach 1942–1943 grał w orkiestrze Charlie’ego Barneta. Następnie wrócił do zespołu Kirka, w którym w sekcji trąbek zasiadał z Fatsem Navarro. Przez krótki okres współpracował także z bandliderami Georgie’em Auldem i Countem Basie’em. W 1945 wyjechał do Kalifornii z zespołem Colemana Hawkinsa, z którym nagrał  szereg utworów takich jak Stuffy, Rifftide i Hollywood Stampede, ukazujących przejście od swingu do bopu. Z czasem rejestracje te zaliczono do jazzowej klasyki nagraniowej. W latach 1946–1947 dokonał równie cenionych nagrań z ikoną bebopu – Charlie’em Parkerem, z którym również występował. W tym czasie również dołączył do grupy muzyków skupionych wokół producenta Normana Granza i występował na organizowanych przez niego koncertach Jazz at the Philharmonic. Stał się czołowym muzykiem na bebopowej scenie Los Angeles. Często występował i nagrywał, a przez jakiś czas prowadził nawet nocny klub. Jednakże wskutek uprzedzeń rasowych – był Afroamerykaninem, który na dodatek miał białą żonę – opuścił Kalifornię i wrócił do Nowego Jorku. W 1948 nagrał z inspirującym się jego grą Fatsem Navarro szereg utworów, które później oceniono jako najlepsze w jego dorobku.
W latach 50. zaczął się zmagać z nasilającym się uzależnieniem od narkotyków. Wprawdzie występował (w okresie wojny koreańskiej odbył z zespołem Oscara Pettiforda trasę koncertową w Korei Południowej i Japonii) i nagrywał, ale jego działalność zawodowa została wyhamowana. W początkach następnego dziesięciolecia uczestniczył w kilku przedsięwzięciach muzycznych producenta Georege’a Weina, ale w połowie dekady znów rzadko pracował. Pod jej koniec powrócił do występów, organizując big-band, trzykrotnie zakładany i rozwiązywany. Do nagrań powrócił dopiero 1976. W latach 70. zajmował się także nauczaniem muzyki w szkołach. natomiast w swoim mieszkaniu na Manhattanie dokształcał muzyków zawodowych w zakresie teorii, aranżacji i kompozycji. Ponadto w ostatnich latach życia występował w pobliskim, luterańskim Kościele św. Piotra w Nieszporach Jazzowych.
Zmarł w nowojorskim szpitalu Mount Sinai. Miał 69 lat.

### Małżeństwo i dzieci
Był żonaty z Tiną. Małżonkowie byli rodzicami czworga dzieci: synów – Howarda i Davida oraz córek – Dru Ann i Joylin.

## Dyskografia

### Jako lider i współlider
- 1948 Howard McGhee and Milt Jackson (Savoy)
- 1951 Night Music – Hank Jones–Milt Jackson–James Moody–Howard McGhee–Dodo Marmarosa (Dial Records)
- 1952
  - Howard McGhee All Stars – Howard McGhee with Fats Navarro (Blue Note)
- 1953 Howard McGhee – Vol. 2
- 1956
  - Life Is Just a Bowl of Cherries (Bethelehm)
  - Jazz South Pacific – J.J. Johnson–Howard McGhee–Oscar Pettiford–Ketter Betts–Rudy Williams–Charlie Rice (Regent Records) lub Jazz Goes to the Battlefront
  - Norman Granz' Jazz at the Philharmonic – New Volume 6 (Formerly Vols. 8, 9 and 10 – Clef)
  - The Return of Howard McGhee (Bethlehem)
- 1960 Music from „the Connection” – Howard McGhee Quintet (London Records)
- 1961
  - Dusty Blue (Bethlehem)
  - Maggie Is Back in Town!! (Contemporary Records)
- 1962
  - Nobody Knows You When You're Down And Out... Howard McGhee (United Artists Records)
  - A Date with Greatness – Coleman Hawkins, Howard McGhee & Lester Young (Imperial)
- 1963 House Warmin' – Howard McGhee and the Blazers (Argo)
- 1966 The Sharp Edge (Fontana Records)
- 1976 Here Comes Freddy – Howard McGhee–Illinois Jacquet (Pick)
- 1978 Jazzbrothers (Jazzcraft Records)
- 1982 Europa Jazz – Howard McGhee–James Moody–Zoot Sims (Europa Jazz)

### Jakosideman
- 1945 Coleman Hawkins – Hollywood Stampede (Capitol)
- 1952
  - James Moody – James Moody – His Saxophone and His Band
  - Coleman Hawkins – Disorder at the Border (Spotlite)
- 1954 Billie Holiday – Billie Holiday at Jazz at the Philharmonic (Clef)
- 1955 Johnny Hartman – Songs from the Heart (Bethlehem)
- 1956 Johnny Hartman – All of Me – The Debonair Mr. Hartman (Bethlehem)
- 1963 Joe Williams – Joe Williams – At Newport '63 (RCA Victor)
- 1993 Andy Kirk – Andy Kirk and His Clouds of Joy – 1940–1942 (Classics)
- 2002 Charlie Parker – Complete Savoy and Dial Studio Recordings 1944–1948 (Svj/Savoy Jazz) – 8 CD

## Uwaga
1. ↑  Nieszpory Jazzowe odbywają się w każdą niedzielę w Kościele św. Piotra przy 619 Lexington Avenue na nowojorskim Manhattanie[5]. Są organizowane od 1965 a ich uczestnikami są również słynni muzycy jazzowi, m.in. Wynton Marsalis[5].